# Bieławinka
Bieławinka (ros. Белавинка) – rzeka w jegorjewskim rejonie obwodu moskiewskiego (Rosja), prawy dopływ Cny.
Długość - 10 km. Zamarza na przełomie listopada i grudnia do przełomu marca i kwietnia.